# Voetbalinterland Bondsrepubliek Duitsland - Duitse Democratische Republiek

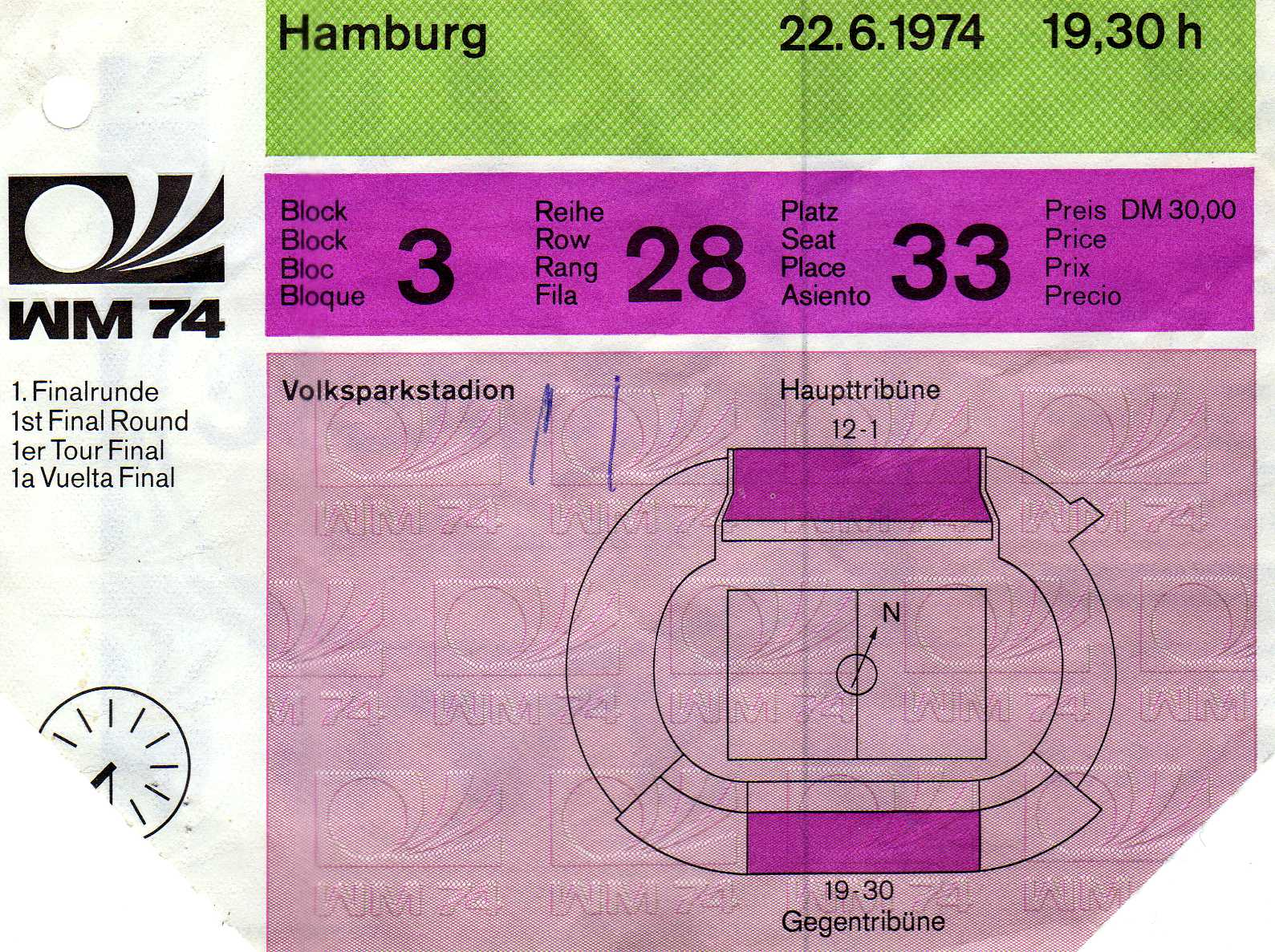
Toegangskaart tot de enige wedstrijd ooit tussen de DDR en de Bondsrepubliek

De enige voetbalinterland tussen de nationale teams van de Bondsrepubliek Duitsland en de Duitse Democratische Republiek vond plaats tijdens het WK voetbal 1974. De landen speelden op 22 juni 1974 tijdens de laatste groepswedstrijd van het toernooi in Hamburg tegen elkaar. De wedstrijd eindigde in een 1-0-overwinning voor de DDR door een doelpunt van Jürgen Sparwasser. Door de overwinning van de DDR eindigde dat land als groepswinnaar voor de Bondsrepubliek, die tweede werd. Beide landen gingen daarmee door naar de eliminatiefase.

## Wedstrijd
| № | Plaats  | Datum        | Competitie | Wedstrijd                                       | Uitslag |
| - | ------- | ------------ | ---------- | ----------------------------------------------- | ------- |
| 1 | Hamburg | 22 juni 1974 | WK 1974    | West-Duitsland – Duitse Democratische Republiek | 0 – 1   |

## Samenvatting
| Competitie    | Totaal gespeeld | Winst Duitsland | Gelijk | Winst DDR | Doelsaldo Duitsland – DDR |
| ------------- | --------------- | --------------- | ------ | --------- | ------------------------- |
| WK-einderonde | 1               | 0               | 0      | 1         | 0 − 1                     |
| Totaal        | 1               | 0               | 0      | 1         | 0 − 1                     |

## Details
| WK 1974 (Hamburg, West-Duitsland, 22 juni 1974): |              | |
| West-Duitsland | 0 – 1        | Duitse Democratische Republiek |
| | goals        | 78' Jürgen Sparwasser |
| Helmut Schön | bondscoach   | Georg Buschner |
| Sepp Maier Berti Vogts Paul Breitner Hans-Georg Schwarzenbeck 68' Franz Beckenbauer Bernhard Cullmann Jürgen Grabowski Uli Hoeneß Gerd Müller Wolfgang Overath 69' Heinz Flohe | opstellingen | Jürgen Croy Bernd Bransch Gerd Kische Konrad Weise Siegmar Wätzlich Reinhard Lauck 65' Harald Irmscher Lothar Kurbjuweit Jürgen Sparwasser Hans-Jürgen Kreische Martin Hoffmann |
| Horst-Dieter Höttges 68' Günter Netzer 69' | wissels      | 65' Erich Hamann |
| | gele kaarten | 73' Jürgen Sparwasser 81' Jürgen Croy 84' Hans-Jürgen Kreische |

DFV · Kwalificatiewedstrijden · A-internationals · Bondscoaches · Statistieken · DDR vrouwenelftal · DDR U21 · DDR U20 ·  DDR U18 · DDR U16
1952 – 1959 · 
1960 – 1969 · 
1970 – 1979 · 
1980 – 1990
WK 1974
OS 1964 · 
OS 1972 · 
OS 1976 · 
OS 1980
1952 · 
1953 · 
1954 · 
1955 · 
1956 · 
1957 · 
1958 · 
1959 ·
1960 · 
1961 · 
1962 · 
1963 · 
1964 · 
1965 · 
1966 · 
1967 · 
1968 · 
1969 ·
1970 · 
1971 · 
1972 · 
1973 · 
1974 · 
1975 · 
1976 · 
1977 · 
1978 · 
1979 ·
1980 · 
1981 · 
1982 · 
1983 · 
1984 · 
1985 · 
1986 · 
1987 · 
1988 · 
1989 · 
1990
Albanië ·
Algerije ·
Argentinië ·
Australië ·
België ·
Bolivia ·
Brazilië ·
Bulgarije ·
Canada ·
Chili ·
Colombia ·
Cuba ·
Denemarken ·
Duitsland ·
Ecuador ·
Egypte ·
Engeland ·
Finland ·
Frankrijk ·
Ghana ·
Griekenland ·
Guinee ·
Hongarije ·
IJsland ·
Indonesië ·
Irak ·
Italië ·
Joegoslavië ·
Koeweit ·
Luxemburg ·
Mali ·
Malta ·
Marokko ·
Mexico ·
Myanmar ·
Nederland ·
Noorwegen ·
Oostenrijk ·
Polen ·
Portugal ·
Roemenië ·
Schotland ·
Sovjet-Unie ·
Spanje ·
Sri Lanka ·
Tsjecho-Slowakije ·
Tunesië ·
Turkije ·
Uruguay ·
Verenigde Staten ·
Wales ·
Zweden ·
Zwitserland
DFB · A-internationals · Bondscoaches · Duits vrouwenelftal · Olympisch elftal · Duitsland U21 · Duitsland U20 · Duitsland U19 · Duitsland U18 · Duitsland U17 · Duitsland U16 · Vrouwen U17
1905 – 1919 · 
1920 – 1929 · 
1930 – 1939 · 
1940 – 1949 · 
1950 – 1959 · 
1960 – 1969 · 
1970 – 1979 · 
1980 – 1989 · 
1990 – 1999 · 
2000 – 2009 · 
2010 – 2019 · 
2020 – 2029
EK's: 1972 · 
1976 · 
1980 · 
1984 · 
1988 · 
1992 · 
1996 · 
2000 · 
2004 · 
2008 · 
2012 · 
2016 · 
2020 · 
2024
CC: 1999 · 
2005 · 
2017
WK's: 1934 ·
1938 · 
1954 · 
1958 · 
1962 · 
1966 · 
1970 · 
1974 · 
1978 · 
1982 · 
1986 · 
1990 · 
1994 · 
1998 · 
2002 · 
2006 · 
2010 · 
2014 · 
2018 · 
2022
OS: 1912 ·
1928 ·
1936 ·
2016 ·
2020
Albanië ·
Algerije ·
Argentinië ·
Armenië ·
Australië ·
Azerbeidzjan ·
België ·
Bohemen en Moravië ·
Bolivia ·
Bosnië en Herzegovina ·
Brazilië ·
Bulgarije ·
Canada ·
Chili ·
China ·
Colombia ·
Costa Rica ·
Cyprus ·
DDR ·
Denemarken ·
Ecuador ·
Egypte ·
Engeland ·
Estland ·
Faeröer ·
Finland ·
Frankrijk ·
Georgië ·
Ghana ·
Gibraltar ·
GOS ·
Griekenland ·
Hongarije ·
Ierland ·
IJsland ·
Iran ·
Israël ·
Italië ·
Ivoorkust ·
Japan ·
Joegoslavië ·
Kameroen ·
Kazachstan ·
Koeweit ·
Kroatië ·
Letland ·
Liechtenstein ·
Litouwen ·
Luxemburg ·
Malta ·
Marokko ·
Mexico ·
Moldavië ·
Nederland ·
Nieuw-Zeeland ·
Nigeria ·
Noord-Ierland ·
Noord-Macedonië ·
Noorwegen ·
Oekraïne ·
Oman ·
Oostenrijk ·
Paraguay ·
Peru ·
Polen ·
Portugal ·
Roemenië ·
Rusland ·
Saarland ·
San Marino ·
Saoedi-Arabië ·
Schotland ·
Servië ·
Servië en Montenegro · 
Slovenië ·
Slowakije ·
Sovjet-Unie ·
Spanje ·
Thailand ·
Tsjechië ·
Tsjecho-Slowakije ·
Tunesië ·
Turkije ·
Uruguay ·
Verenigde Arabische Emiraten ·
Verenigde Staten ·
Wales ·
Wit-Rusland ·
Zuid-Afrika ·
Zuid-Korea ·
Zweden ·
Zwitserland
Algerije (1982) · 
Algerije (2014) · 
Argentinië (1986) ·
Argentinië (1990) ·
Argentinië (2006) ·
Argentinië (2014) · 
Australië (2010) ·
België (1980) · 
Brazilië (2002) ·
Brazilië (2014) · 
Chili (1982) ·
Costa Rica (2006) ·
Denemarken (1992) ·
Denemarken (2012) · 
Ecuador (2006) ·
Engeland (1966) ·
Engeland (1982) ·
Engeland (2010) ·
Engeland (2021) ·
Frankrijk (2014) · 
Frankrijk (2021) · 
Ghana (2014) ·
Griekenland (2012) · 
Hongarije (1954, 2) ·
Hongarije (2021) ·
Italië (1982) ·
Italië (2006) ·
Italië (2012) · 
Japan (2022) · 
Kroatië (2008) ·
Mexico (2018) ·
Nederland (1974) ·
Nederland (2012) ·
Oekraïne (2016) ·
Oostenrijk (1982) ·
Oostenrijk (2008) ·
Polen (2006) ·
Polen (2008) ·
Polen (2016) ·
Portugal (2006) ·
Portugal (2008) ·
Portugal (2012) ·
Portugal (2014) ·
Portugal (2021) ·
Servië (2010) ·
Sovjet-Unie (1972) · 
Spanje (1982) ·
Spanje (2008) ·
Spanje (2022) ·
Tsjechië (1996, 2) · 
Tsjecho-Slowakije (1976) ·
Turkije (2008) ·
Verenigde Staten (2014) ·
Zuid-Korea (2018) ·
Zweden (2006)